# 瑟奇夫卡 (基輔州)
50°56′58″N 30°18′44″E / 50.94944°N 30.31222°E
瑟奇夫卡（羅馬化：Sychivka）是位於烏克蘭北部的村莊，由基辅州维什霍罗德区的德梅爾市鎮負責管轄。該村面積0.9平方公里，海拔高度121米，2001年人口126，人口密度每平方公里140人。